# SMS Brandenburg
Le SMS Brandenburg est le navire de tête de la classe de cuirassés Brandenburg, composée également du Kurfürst Friedrich Wilhelm, du Weißenburg et du Wörth. Construit pour la Marine impériale allemande au début des années 1890, sur les chantiers navals de la compagnie AG Vulcan Stettin, c'est le premier cuirassé de type pré-Dreadnought construit par l'Allemagne.
Le Brandenburg et les trois cuirassés de sa classe ont la particularité, pour leur époque, de disposer pour leur artillerie principale de six canons en lieu et place des quatre canons qui équipaient généralement les navires de même catégorie. Il est baptisé du nom de la province de Brandebourg.

## Commandants
- Kapitän zur See Felix von Bendemann, novembre 1893 à septembre 1894
- Kapitän zur See Richard von Geißler (de), septembre 1894 à septembre 1895
- Kapitän zur See Carl Wodrig (de), septembre 1895 à octobre 1896
- Kapitän zur See Rudolf von Eickstedt (de), octobre 1896 à septembre 1897
- Kapitän zur See Erich von Dresky (de), septembre 1897 à septembre 1899
- Kapitän zur See Carl Rosendahl (de), septembre 1899 à septembre 1901
- Kapitän zur See Eugen Kalau vom Hofe (de), septembre 1901 à septembre 1902
- Kapitän zur See Reinhold Brussatis (de), octobre 1902
- Kapitän zur See Job von Witzleben (de), avril 1905 à septembre 1906
- Kapitän zur See Richard Eckermann, octobre 1906 à septembre 1907
- Kapitän zur See Gottfried von Dalwigk, août 1910 à septembre 1910
- Kapitän zur See Hans Uthemann (de), septembre 1910 à février 1911
- Kapitän zur See Max Hahn (de), février 1911 à octobre 1911
- Kapitän zur See Wilhelm Most (de), août 1914 à avril 1915
- Kapitän zur See Karl von Müffling (de), avril 1915 à décembre 1915

## Sources
- (en) Cet article est partiellement ou en totalité issu de l’article de Wikipédia en anglais intitulé « SMS Brandenburg » (voir la liste des auteurs).